# Жарова, Лариса Евгеньевна
Лари́са Евге́ньевна Жа́рова (род. 02.01.1938) — бригадир монтажников завода «Рентген» производственного объединения «Светлана» Министерства электронной промышленности СССР, гор. Ленинград, полный кавалер ордена Трудовой Славы (1990).

## Биография
Родилась 2 января 1938 года в городе Ленинград (Санкт-Петербург) в семье служащих. Русская. Отец трудился в должности начальника транспортного отдела в научно-исследовательском институте, а мать была секретарём исполкома Кировского райсовета. В годы войны отец ушел на фронт, защищал Ленинград, мать трудилась в госпитале, а трёхлетняя Лариса была эвакуирована с детским садом на Урал.
В 1945 году она вернулась в Ленинград. В 1955 году окончила 10 классов и курсы чертёжников. Трудовую деятельность начала во Всесоюзном научно-исследовательском институте «Трансмаш».
В 1961 году перешла на завод «Рентген» производственного объединения «Светлана» Министерства электронной промышленности СССР. Освоила профессию монтажницы на участке паек рентгеновских трубок. Одной из первых на заводе овладела сложным технологическим процессом аргонно-дуговой сварки особой точности и ювелирнотонкогладкого шва. Ее изделия сдавались с первого предъявления, а за мастерство и высокую квалификацию ей был присвоен самый высокий разряд. Окончила Ленинградский политехнический институт, радиотехнический факультет.
Изделия, созданные руками Жаровой, были востребованы авиационной промышленностью и не имели нареканий. Вскоре её назначили бригадиром участка. Как бригадир, она умело и ответственно справлялась с должностными обязанностями, обеспечивая каждого заготовками деталей, проводами, оснасткой. Свою норму выработки она доводила до 180—200 % и подтягивала отстающих, равнялась на ударников. Строго относилась к использованию драгметалла, проявляла творчество в совершенствовании технологического процесса, внесла более 10 рационализаторских предложений.
Указами Президиума Верховного Совета СССР от 25 апреля 1975 года и 10 марта 1981 года Жарова Лариса Евгеньевна награждена орденами Трудовой Славы 3-й и 2-й степени.
Указом Президиума Верховного Совета СССР от 15 ноября 1989 года Жарова Лариса Евгеньевна награждена орденом Трудовой Славы 1-й степени. Стала полным кавалером ордена Трудовой Славы.
Живёт в городе Санкт-Петербург.

## Награды
Награждена орденами Трудовой Славы 1-й, 2-й, 3-й степеней:
3 ст. 25.04.1975 № 142482
2 ст. 10.03.1981 № 6431
1 ст. 15.11.1989 № 974
- медалями, в том числе медалями ВДНХ СССР, знаками «Ударник пятилетки», «Победитель социалистического соревнования»[1].